# Armstorf
Armstorf is een gemeente in de Duitse deelstaat Nedersaksen. De gemeente maakt deel uit van de Samtgemeinde Börde Lamstedt in het Landkreis Cuxhaven. Armstorf telt 664 inwoners. Naast het dorp Armstorf omvat de gemeente de kernen Dornsode en Langenmoor.
- Virtual International Authority File: 135504830